# Єрзовське
Є́рзовське (рос. Ерзовское) — село у складі Туринського міського округу Свердловської області.
Населення — 287 осіб (2010, 331 у 2002).
Національний склад населення станом на 2002 рік: росіяни — 92 %.